# Lucille Desparois
Lucille Desparois-Danis   (née le 15 mars 1909 à Châteauguay (Québec) - décédée le 21 octobre 1996 à Laval au Québec) est une auteur et animatrice de radio québécoise. En 1944, elle débuta comme conteuse en utilisant le pseudonyme de Tante Lucille.

## Biographie
Marie Henriette Lucille Desparois est née le 15 mars 1909 et a été baptisée le lendemain, 16 mars 1909, à l'église Saint-Joachim de Châteauguay. Elle était la fille d'Arthur Desparois, forgeron, et de Rosalma Laberge .
Très jeune elle se nourrit de merveilleux sur les genoux de son arrière-grand-mère paternelle et d'un vieil autochtone de Kahnawake qu'elle décrira comme «un raconteur extraordinaire, un faiseur de légendes merveilleux». Cette arrière-grand-mère paternelle, née Agathe-Olive de Gaspé, décédée à l'âge de cent deux ans, était la fille du quatrième frère de Philippe-Joseph Aubert de Gaspé, l'auteur du roman Les Anciens Canadiens.  
Après des études supérieures à l'Académie Bourget et au Conservatoire Lassalle, Lucille Desparois devient secrétaire au gouvernement du Québec, pour une émission alors diffusée à CKAC, L'Heure provinciale. En 1939, elle réalise une série d'émissions radiophoniques au poste CHLP et qui la conduira aussi à écrire des textes pour CBF et CKVL. À cette époque elle se fait connaître par ses nombreux articles dans les journaux et les revues. Tante Lucille se fait surtout connaître pour son art du conte pour enfants. La Librairie Granger & Frères  publie en 1944 son premier recueil de contes pour enfants. Au cours de sa longue carrière, Tante Lucille publiera de nombreux livres et enregistrera une douzaine de disques de contes. À partir de 1954, la maison d'édition hollandaise Mulder & Zoon publie des traductions des contes de Tante Lucille en neuf langues. 
Le 8 mai 1948, Lucille Desparois débute à la radio de Radio-Canada, à Montréal, son émission du samedi matin : Tante Lucille.  Cette émission pour les tout-petits sera diffusée pendant 26 ans, jusqu'au 31 mai 1974.
Parallèlement à sa carrière d'écrivaine et de journaliste, Tante Lucille voyage beaucoup. Elle donne aussi des conférences au Québec, dans le reste du Canada et à l'étranger, par le biais des bibliothèques et des écoles.
Le 4 août 1956, elle épouse le journaliste Gérald Danis en l'église Saint-Léon de Westmount. Ils n'auront pas d'enfants. Gérald Danis décède à Westmount le 23 juillet 1978 .
En tout, Lucille Desparois publiera huit recueils de contes, qui seront traduits en plusieurs langues et vendus à travers le monde à plus d'un million d'exemplaires.  Plusieurs disques seront également mis sur le marché.
Le fonds d'archives de Lucille Desparois est conservé au centre d'archives de Montréal de Bibliothèque et Archives nationales du Québec.

## Discographie

### Albums

#### Originaux
- 1959 12 contes de Tante Lucille (RCA Victor)
- 196? Au jardin des merveilles (RCA Victor)
- 196? Il était une fois : contes de Tante Lucille (RCA Victor)
- 1963 Contes de Tante Lucille (RCA Victor)
- 1966 Nouveaux contes de Tante Lucille (RCA Ltée)
- 1968 3 contes de Tante Lucille (Leméac inc/ici-radio-Canada)
- 1974 Contes et chansons de Tante Lucille (Alouette)

#### Compilations
- 1974 20 contes pour enfants / Tante Lucille et Maman Fonfon (RCA Ltée)
- 1977 Tante Lucille : disque d'or (RCA Ltée)

## Distinctions
- 1969 : Officier de l'ordre du Canada[6]
- Médaille d'or de l'Académie internationale de France
- Médaille de bronze de l'Académie internationale de France

## Sources
(juillet 2013).
- Les archives de Radio-Canada